# الملتقى الأوروبي لمطوري البرمجيات الحرة ومفتوحة المصدر
الملتقى الأوروبي لمطوري البرمجيات الحرة ومفتوحة المصدر (بالإنجليزية: Free and Open source Software Developers' European Meeting وبالإختصار FOSDEM)‏ هو حدث يعقد لمدة يومان في الأسبوع الأول من شهر فبراير في كل عام، يقوم باستضافة النقاشات والدروس لمجتمع البرمجيات الحرة. تم تنظيمه لأول مرة عام 2001 ، ويشرف على تنظيمه متطوعين من جامعة بروكسل الحرة في بلجيكا كل عام في نهاية شهر فبراير.

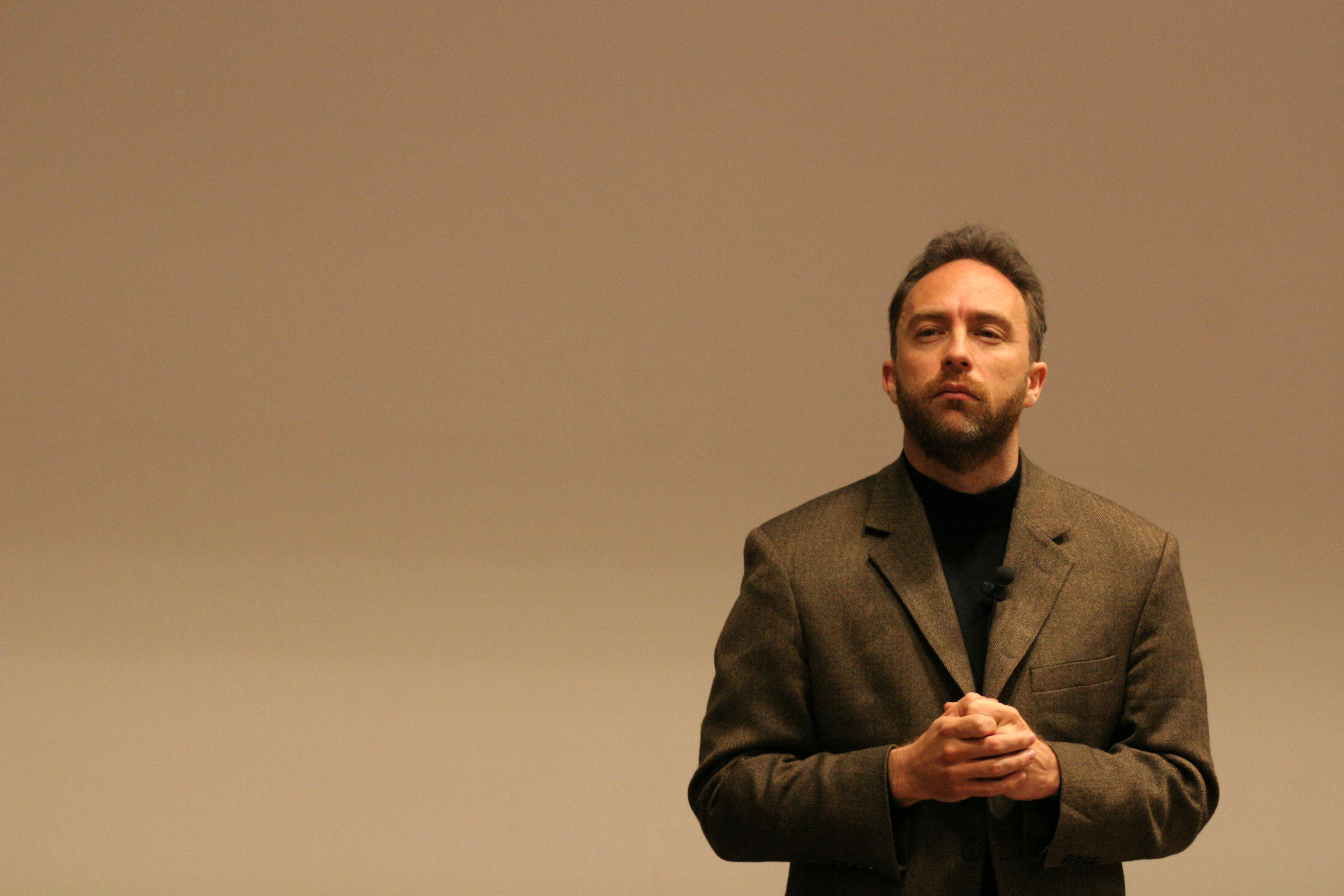
جيمي ويلز يتحدث في الملتقى عام 2005

جميع أجزاء الملتقى مجانية، لكن تُطلب تبرعات ودعم للمساعدة في تمويل الحدث. عام 2004 ، قام 2500 شخص بحضور الملتقى.

## تاريخ
FOSDEM بدأ تحت اسم OSDEM (بالإنجليزية: Open Source Developers of Europe Meeting)‏ ولا حقاً تم إضافت حرف F بناءَ على طلب ريتشارد ستولمن.

## وصلات خارجية
- الموقع الرسمي للملتقي